# Công cụ hỗ trợ tiếp thị dạng in ấn
Trong tiếp thị và bán hàng, công cụ hỗ trợ tiếp thị dạng in ấn đôi khi được coi là tập hợp các phương tiện truyền thông được sử dụng để hỗ trợ bán sản phẩm hoặc dịch vụ. Trong lịch sử, thuật ngữ "công cụ hỗ trợ" cụ thể được gọi là tài liệu quảng cáo hoặc tờ bán được phát triển như công cụ hỗ trợ bán hàng. Các khoản hỗ trợ bán hàng này nhằm mục đích làm cho nỗ lực bán hàng dễ dàng hơn và hiệu quả hơn. Thương hiệu của công ty thường thể hiện bản thân bằng cách thế chấp để nâng cao thương hiệu của mình thông qua một thông điệp nhất quán và các phương tiện khác, và phải sử dụng sự cân bằng thông tin, nội dung quảng cáo và giải trí.

## Tổng quan
Các ví dụ phổ biến bao gồm:
- Tài liệu quảng cáo bán hàng và thông tin sản phẩm in khác
- Hỗ trợ trực quan được sử dụng trong thuyết trình bán hàng
- Nội dung web
- Kịch bản bán hàng
- Kịch bản trình diễn
- Bảng dữ liệu sản phẩm
- Sách trắng sản phẩm
- Hình ảnh quảng cáo